# Gai Estertini
Gai Estertini (en llatí Caius Stertinius) va ser un magistrat romà del segle ii aC.
Va ser pretor l'any 188 aC i va obtenir Sardenya com a província.